# Posen-Prússia Occidental
La Marca de Posen-Prússia Occidental (en alemany: Grenzmark Posen-Westpreußen) va ser una província de l'Estat Lliure de Prússia dins la República de Weimar. La capital era Schneidemühl (actualment Piła a Polònia). La província tenia una superfície de 7.695 km², amb dues àrees separades, que s'estenien des de la província prussiana de Pomerània i el "corredor polonès" al nord al llarg de la frontera oriental de la província de Brandenburg fins a la província de Silèsia, al sud
Posen-Prússia Occidental va ser creada al 1922 a partir les parts occidentals de les antigues províncies prussianes de Posen i Prússia Occidental que formaven part del II Reich fins al 1919, i que foren entregades a Polònia d'acord amb el Tractat de Versalles.
La província va ser dissolta al 1938, quan el seu territori va ser dividit entre les províncies de Silèsia, Pomerània, i Brandenburg.

## Població
- 1919: 326.900
- 1925: 332.400
- 1933: 470.600

## Divisió administrativa

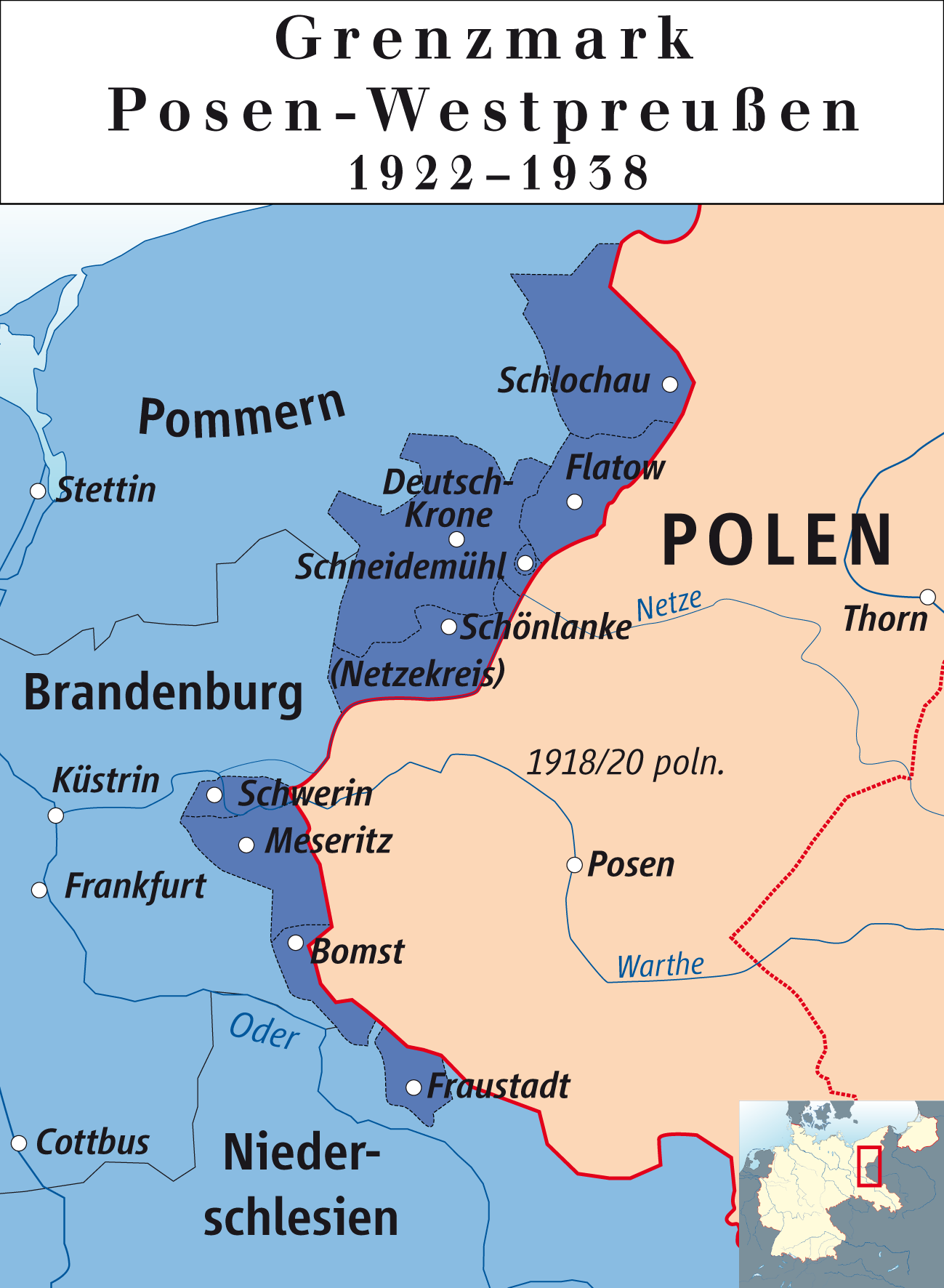
Districtes de Posen-Prússia Occidental

Malgrat el seu nom, la ciutat de Posen (Poznań) no va formar part de la província., ja que s'ha convertit en la capital de la Voivodat Poznań de la restaurada Segona República Polonesa.
Regierungsbezirk Schneidemühl
- Districte urbà (Stadtkreise)

1. Schneidemühl

- Districtes rurals (Landkreise)

1. Districte de Bomst
2. Districte de Deutsch Krone
3. Districte de Flatow
4. Districte de Fraustadt
5. Districte de Meseritz
6. Districte de Netze
7. Districte de Schlochau
8. Districte de Schwerin an der Warthe